# Dominique Simonnet
Pour les articles homonymes, voir Simonnet.
Ne doit pas être confondu avec Dominique Simonnot.
Dominique Simonnet, né le 16 juin 1953 à Lille, est un journaliste, écrivain et essayiste français, également éditeur, parolier, auteur animateur d’émissions de radio et de télévision. Il est l’auteur de plus d’une vingtaine de romans et d’essais dans le domaine des arts, des sciences, de la société et de la politique américaine. Rédacteur en chef à l’hebdomadaire L'Express jusqu’en 2007, il intervient depuis régulièrement à la télévision, notamment sur les chaines d’information, et publie tribunes et chroniques dans la presse écrite. Il est également l’un des fondateurs de l’écologie en France.

## Journalisme
Après un début à l’ORTF (Office de radio télévision française) où il travaille avec le réalisateur Claude Santelli sur ses adaptations filmées de Guy de Maupassant, il se consacre à la presse écrite et collabore à plusieurs magazines, dont le mensuel Le Sauvage, lancé par le groupe Le Nouvel Observateur, et la Gueule Ouverte, hebdomadaire créé par Charlie Hebdo avec Pierre Fournier et les dessinateurs Cabu et Reiser.
En 1978, Dominique Simonnet rejoint Jean-François Revel et Olivier Todd à l’hebdomadaire L’Express où il exercera diverses fonctions, reporter, journaliste scientifique, chef du service société, directeur de la rédaction du magazine L’Express Aujourd’hui, rédacteur en chef. Il anime pendant plusieurs années la rubrique des « Grands entretiens » dans laquelle il dialogue avec des personnalités du monde entier. Il enseigne également le journalisme à l’université Paris V. En 2007, il quitte l’hebdomadaire L’Express pour se consacrer à ses activités d’auteur, d’éditeur et de chroniqueur.

## Auteur et éditeur
Dominique Simonnet est l’auteur de romans, dont Délivrez-nous du corps (Plon, 2016), et de plusieurs essais, dont, en 1996, La Plus Belle histoire du monde, publié aux éditions du Seuil, longue conversation en forme de récit avec Hubert Reeves, Joël de Rosnay et Yves Coppens, ouvrage vendu à plus de 300 000 exemplaires. Il lance ensuite, chez le même éditeur, une collection homonyme, « La Plus Belle Histoire » qui aborde différents domaines des arts et du savoir et accueille des auteurs tels que Michelle Perrot, Françoise Héritier, André Glucksmann, Vaclav Havel, Paul Veyne, Mona Ozouf, André Comte-Sponville, Boris Cyrulnik, René Frydman, Luc Ferry, etc.
En tant qu'éditeur, il publie des livres de combat comme Lettres à Maman de Mélanie et Lorenzo Betancourt (Le Seuil, 2008) avec le concours d'Elie Wiesel, pour alerter sur la détention d'Íngrid Betancourt, ou encore, en 2009, Au nom des enfants du monde écrit avec Caroline de Monaco sur l'aide d'urgence à l'enfance.

## Radio et télévision
Dominique Simonnet est notamment l'auteur et l'animateur du magazine hebdomadaire Drôle de planète sur France 2 (prix Roberval télévision), destiné aux adolescents, ainsi que Tranches de science sur France 3. À partir de 1995, il est également l’un des chroniqueurs de l'émission Le Cercle de minuit sur France 2, animée par Laure Adler, puis, en 2000, Des mots de minuit de Philippe Lefait sur la même chaine. Il est l’auteur avec Nicole Bacharan du film documentaire « Clinton-Obama, les secrets d’une rivalité », diffusé sur France 5 en 2016.
En radio, il a également produit la série Aventures sans gravité diffusée sur France Culture (prix des radios francophones Paul-Gilson) avec le journaliste Jacques Girardon. 

## Promotion de la culture scientifique
Dominique Simonnet fut également l'un des acteurs de la culture scientifique, participant à plusieurs initiatives destinées à rapprocher les mondes littéraire, artistique et scientifique. Président de l'Association des journalistes scientifiques de la presse d'information (AJSPI) dans les années 1980, il siège au conseil d’orientation de la Cité des sciences de la Villette, au Conseil interministériel de la culture scientifique, au Conseil scientifique de la grotte Chauvet, et contribue, en tant qu’expert, à la mise en place de la chaîne de télévision, la Cinquième,.

## Politique américaine
Dominique Simonnet poursuit, avec la politologue Nicole Bacharan, une analyse de la politique des États-Unis et de l’histoire de la démocratie américaine, qui a débouché sur plusieurs ouvrages écrits en commun, notamment Le Guide des élections américaines, 11-Septembre le jour du chaos, Les Secrets de la Maison Blanche et First Ladies.
Il intervient régulièrement dans la presse écrite, à la radio et à la télévision sur les sujets concernant les États-Unis, notamment sur les chaines d’information (CNews, LCI, BFM TV, France Info TV, TV5 Monde, France 24, LCP, M6),,. En 2016, sur le plateau de Sonia Mabrouk, il incite les journalistes à plus d’audace face au président Donald Trump, affirmant qu’il est de leur responsabilité de rétablir la vérité des faits. En 2020, il déclare que, pour lui, le mandat de Donald Trump, marqué par les abus de pouvoir, le mépris des institutions et les conflits d’intérêts, révèle un affaiblissement des valeurs américaines et une crise grave de la démocratie,.

## Écologisme
Dominique Simonnet est l’un des premiers animateurs de l'écologie politique en France, auteur de L’Écologisme (PUF). Selon les auteurs du livre « Génération Verte », il s'engage à 23 ans en organisant une manifestation pour protester contre la censure d’un film télévisé sur l’énergie nucléaire : reçu en urgence à l’Élysée avec le leader Brice Lalonde, il obtient l’engagement du président Valéry Giscard d'Estaing pour la diffusion de l’émission. Il écrit ensuite plusieurs ouvrages sur l’écologie politique et préside l’association Les Amis de la Terre en 1977 et 1978,,.
Dans L’Écologisme, ouvrage qui tente de synthétiser la pensée écologiste, Dominique Simonnet défend une écologie réformiste et humaniste : pour lui, la culture prime sur la nature. L’individu doit continuer à s’arracher à ses racines archaïques, développer des valeurs universelles plutôt que de promouvoir le culte du terroir, « ré-inventer la nature » en en gérant la diversité avec intelligence.
Après la répression de la manifestation pacifique contre le projet de surrégénérateur Superphénix à Creys-Malville en juillet 1977, il accuse le préfet de l’Isère René Jannin d’avoir fait preuve d’une violence inouïe et d’être responsable de la mort d’un jeune homme et d’une centaine de blessés. Avec Les Amis de la Terre et plusieurs autres associations, il fonde les listes Paris-Écologie et se porte candidat aux élections municipales de 1977 puis aux législatives de 1978, où il obtient 12 % des voix dans la 11e circonscription de Paris. 
Il quitte ensuite le mouvement écologiste, convaincu que « l’écologie politique doit agir au niveau national en tant qu’acteur de la société civile et non institué en un parti ».
En 1992, il fonde néanmoins le mouvement Génération écologie avec Brice Lalonde, ministre de l’Environnement, dont il est l'un des porte-parole. Élu aux élections régionales sur la liste parisienne, il préside alors le groupe de 23 élus au conseil régional d'Île-de-France, engageant un partenariat critique avec la majorité de droite pour créer une agence de l’environnement et donner la priorité au développement des transports en commun,,. Il démissionne publiquement de sa fonction en 1995 « pour se consacrer à nouveau à ses activités journalistiques »  ,,
Dans les années 2000, Dominique Simonnet se montre toujours critique envers les Verts, qu’il accuse d’avoir discrédité l’écologie en l’ancrant à l’extrême gauche. « L'écologie est culturelle, sociale, philosophique peut-être, voire poétique, déclare-t-il dans une tribune au journal Le Monde. C'est une pratique, un regard porté sur le monde. Ce n'est pas une politique. Un parti écologiste n'a pas plus de sens qu'un parti humanitaire ou féministe ». Plus tard, lors du départ de Nicolas Hulot du gouvernement, dans une autre tribune du Monde, il interroge sur la pertinence d’un ministère de l’Environnement, avançant qu’une « vraie politique écologique doit imprégner toute l’action gouvernementale et irriguer tous les domaines ».

## Féminisme
Dans son ouvrage pamphlet « La Défaite des femmes », plaidoyer pour la liberté des femmes, Dominique Simonnet dénonce une « contre-révolution sexuelle » et renvoie dos à dos les « pornographes et les dévots » qui, écrit-il, unis dans même puritanisme, poursuivent une « obsession millénaire » : le contrôle du corps des femmes. En 2013, dans le journal Le Monde, il condamne la pétition de 343 intellectuels masculins qui réclament le recours libre à la prostitution vue comme « libre et heureuse : « pauvres petits hommes, écrit-il, qui revendiquent le droit de se vider à volonté dans le corps des femmes ». En 2016, dans le même journal, il affirme que « le féminisme n’a pas triomphé » et en appelle à un sursaut des féministes non pas contre mais avec les hommes, en mobilisant l’éducation et la culture.

## Collaboration avec Nicole Bacharan
Dominique Simonnet poursuit, avec l'historienne et politologue Nicole Bacharan, une démarche de vulgarisation sur un mode « ludique », qui s'est traduite par l'écriture de quatre romans (la série des Némo, de 1998 à 2004, destinée aux adolescents), dont Némo en Amérique, initiative d'apprentissage de l'anglais par la littérature,. Ils ont également écrit ensemble L'Amour expliqué à nos enfants, petit livre d'initiation à l'amour et à la sexualité, paru en 2000. Les deux auteurs partagent un site Web, « Drôle de planète ».

## Parolier
Dominique Simonnet est auteur de textes de chansons pour Louis Bertignac, dont le titre Je dis oui (album Suis-moi) auquel l’actrice Mélanie Laurent prête sa voix,,.

## Critique de danse
Dominique Simonnet est aussi critique de danse pour l’hebdomadaire L'Express, puis pour le mensuel Classica,. Il a réalisé plusieurs entretiens avec les personnalités du monde chorégraphique dont Maurice Béjart, Angelin Prejlocaj, Sylvie Guillem, Jiri Kylian, Aurélie Dupont, Nicolas le Riche, Bill T Jones, etc. En 2007, dans une tribune du journal Le Monde, il s’insurge contre « les précieux ridicules d’une certaine danse contemporaine qui se proclame d’avant-garde » et il dénonce les chorégraphes subventionnés qui « cultivent un conformisme élitiste, raillent l’émotion et refusent l’esthétique ». Il est également l’auteur de La Femme qui danse, livre co-écrit avec la danseuse-chorégraphe Marie-Claude Piétragalla.

## Distinctions
- Prix littéraire Jean Rostand 1986
- Prix Roberval Télévision 1989 [56],[57]
- Grand prix des radios francophones Paul Gilson
- Prix national du document littéraire 2015 [58]

## Œuvres

### Essais
- Quand vous voudrez par Brice Lalonde et Dominique Simonnet, éditions Jean-Jacques Pauvert, coll. « Les Amis de la Terre », Paris, 1978, 234 p.,  (ISBN 2-7202-0106-5), (BNF 34595698).
- Qu’est-ce que l’écologie ?, éditions Hatier, coll. « Profil actualité » no 411, Paris, 1979, 79 p.,  (ISBN 2-218-04668-7), (BNF 34636552).
- L'Écologisme, Presses universitaires de France, coll. « Que sais-je ? » no 1784, Paris, 1979, 127 p.,  (ISBN 2-13-036083-1), (BNF 34625453).
  - Rééditions en : 1982,  (ISBN 2-13-037291-0), (BNF 34731870) – 1991,  (ISBN 2-13-044286-2), (BNF 35491952) – 1994,  (ISBN 2-13-046069-0), (BNF 35679482).
- Vivent les bébés : ce que savent les petits d'homme.
  - Première édition : éditions du Seuil, coll. « Science ouverte », Paris, 1986, 180 p.,  (ISBN 2-02-009161-5), (BNF 34871846).
  - Réédition : éditions du Seuil, coll. « Points. Actuels » no 108, Paris, 1991, 258 p.,  (ISBN 2-02-013113-7), (BNF 35454964).
- L'amour expliqué à nos enfants par Nicole Bacharan et Dominique Simonnet, éditions du Seuil, Paris, 2000, 62 p.,  (ISBN 2-02-037479-X), (BNF 37182453).
- Bébé, mode d’emploi : ce que savent nos petits d'homme, éditions du Seuil, Paris, 2000, 249 p.,  (ISBN 2-02-039962-8), (BNF 37094534).
- Good Morning America : ceux qui ont inventé l'Amérique, éditions du Seuil, Paris, 2001, 315 p.,  (ISBN 2-02-050920-2), (BNF 37707184), Nicole Bacharan, « avec la complicité de Dominique Simonnet »[59].
- 11 septembre, le jour du chaos par Nicole Bacharan et Dominique Simonnet, éditions Perrin, Paris, 2011, rééd. 2021  (ISBN 978-2-262-03225-8)
- Les secrets de la Maison Blanche  par Nicole Bacharan et Dominique Simonnet, éditions Perrin, Paris, 2014,  (ISBN 978-2-262-03990-5)
- La Défaite des femmes, éditions Plon, Paris, 2016, 216 p.,  (ISBN 978-2-259-24864-8)
- First Ladies. À la conquête de la Maison Blanche, avec Nicole Bacharan, Perrin, 2016. Tempus, 2020.

### Romans
- Le Livre de Némo par Nicole Bacharan et Dominique Simonnet, éditions du Seuil, Paris, 1998, 314 p.,  (ISBN 2-02-032107-6), (BNF 36706231).
- Némo en Amérique par Nicole Bacharan et Dominique Simonnet, éditions du Seuil, Paris, 2001, 214 p.,  (ISBN 2-02-035420-9), (BNF 37681645).
- Némo en Égypte par Nicole Bacharan et Dominique Simonnet, éditions du Seuil, Paris, 2002, 274 p.,  (ISBN 2-02-054307-9), (BNF 38893993).
- Némo dans les étoiles par Nicole Bacharan et Dominique Simonnet, éditions du Seuil, Paris, 2004, 202 p.-[16] p.,  (ISBN 2-02-054309-5), (BNF 39183956).
- L'Heure de pointe, Éditions Actes Sud, Arles, 2010, 144 p.,  (ISBN 978-2-7427-8927-6).
- Délivrez-nous du corps, Paris, éditions Plon, 2013, 288 p.  (ISBN 978-2-259-22136-8)

### Livres d'entretiens
Avec Caroline de Monaco
- Au nom des enfants du monde par SAR la Princesse de Hanovre et Dominique Simonnet, éditions du Seuil, Paris, 2009, 144 p.-[8] p.,  (ISBN 978-2-02-100568-4).

Avec Marie-Claude Pietragalla
- La Femme qui danse par Marie-Claude Pietragalla et Dominique Simonnet, éditions du Seuil, Paris, 2008, 198 p.-[8] p.,  (ISBN 978-2-02-068670-9), (BNF 41199898).

Avec Michel Pastoureau
- Le Petit Livre des couleurs de Michel Pastoureau et Dominique Simonnet.
  - Première édition : éditions du Panama, Paris, 2005, 107 p.,  (ISBN 978-2-7557-0034-3), (BNF 40070676).
  - Réédition : éditions du Seuil, coll. « Points. Histoire » no H377, Paris, 2007, 121 p.,  (ISBN 978-2-7578-0310-3), (BNF 41129861).

Autres livres d'entretiens
- La Plus Belle Histoire du monde : les secrets de nos origines, racontée avec Hubert Reeves, Joël de Rosnay, Yves Coppens.
  - Première édition : éditions du Seuil, Paris, 1996, 164 p.,  (ISBN 2-02-026440-4), (BNF 35811323).
  - Réédition : éditions du Seuil, coll. « Points » no 897, Paris, 2001, 186 p.,  (ISBN 2-02-050576-2), (BNF 37689330).
- [Clottes & al. 1996] Jean Clottes, Jean Guilaine, André Langaney et Dominique Simonnet, La plus belle histoire de l'homme. Comment la Terre devint humaine, Paris, Seuil, 1996 (réimpr. éd. du Seuil, coll. « Points » (no 897), 2001, 186 p.,  (ISBN 2-02-050576-2), (BNF 37689330)), 164 p. (ISBN 2-02-026440-4).
- La Plus Belle Histoire de l'amour, par Dominique Simonnet, entretiens avec Jean Courtin, Paul Veyne, Jacques le Goff, Jacques Solé, Mona Ozouf, Alain Corbin, Anne-Marie Sohn, Pascal Bruckner, Alice Ferney.
  - Première édition : éditions du Seuil, coll. « La plus belle histoire », Paris, 2003, 183 p.,  (ISBN 2-02-058332-1), (BNF 38955136).
  - Réédition : éditions du Seuil, coll. « Points. La plus belle histoire » no P1790, Paris, 2003, 187 p.,  (ISBN 978-2-7578-0615-9), (BNF 41155650).
- Une vie en plus : la longévité, pour quoi faire ? , entretiens avec Joël de Rosnay, Jean-Louis Servan-Schreiber et François de Closets.
  - Première édition : éditions du Seuil, Paris, 2005, (non référencé à la Bibliothèque nationale de France ?)
  - Réédition : éditions du Seuil, coll. « Points. Essais », Paris, 2007, 220 p.,  (ISBN 978-2-7578-0291-5), (BNF 41001950).